# ササノハベラ属
ササノハベラ属 (学名：Pseudolabrus)はスズキ目ベラ科に含まれる属。日本産は2種、世界では10種が有効種とされている。

## 属の特徴
ササノハベラ属は丸みをおび強い歯を持つことが多い。背鰭は概ね9棘11～13軟条、臀鰭3棘10軟条、胸鰭軟条数12～14。南太平洋に広く分布し、北太平洋には北西部に2種が分布するのみである。

## 属に含まれる種一覧
Kuiter(2015)によるササノハベラ属の一覧。並びは学名のアルファベット順となっている。名前は和名のある種については和名を使用し、そうでないものはKuiter(2015)に従った。
- レッドバンドラス Pseudolabrus biserialis (Klunzinger, 1880)ーオーストラリア産。

- アカササノハベラ Canton wrasse Pseudolabrus eoethinus (Richardson, 1846)ー日本にも分布する。
- ゲイズラス Pseudolabrus gayi (Valenciennes, 1839)ーチリの特産種。
- ギュンターズラス Pseudolabrus guentheri Bleeker, 1862ーオーストラリア近海。
- フエンテスラス Pseudolabrus fuentesi (Regan, 1913)ーイースター島産。
- ラクレンタスラス Pseudolabrus luculentus (Richardson, 1848)
- クレナイベラ Scarlet wrasse Pseudolabrus miles (Schneider & Forster, 1801)ー和名はニュージーランド近海のものを基につけられた。日本には産しない[2]。
- ロージーラス Pseudolabrus psittaculus (Richardson, 1840)ーオーストラリア、タスマニア
- イースターアイランドラス Pseudolabrus semifasciatus (Rendahl, 1921)ーラパ島のPseudolabrus torotaiは本種と同種とされた[1]。
- ホシササノハベラ Siebold’s wrasse Pseudolabrus sieboldi Mabuchi & Nakabo, 1997ー日本にも分布する。

## 「ササノハベラ」について
従来「ササノハベラ」と呼ばれてきた種は2型があり、それらは現在アカササノハベラとホシササノハベラとなっている。従来使用されてきたPseudolabrus japonicusはその原記載が日本産のベラのいずれの種にも該当しない、とした。アカササノハベラについては中国産の種であるPseudolabrus eoethinusと同定され、ホシササノハベラについてもPseudolabrus japonicusの学名は上記の理由から使用されず新種として記載された。またササノハベラという標準和名をどちらかに使用すると混乱を招く可能性が大きいとし、この名前は使用されない。

## 文献
1. 1 2 3  Rudie H. Kuiter (2015). Labridae fishes: Wrasses.. Reef Builders Inc. and Aquatic photographics.
2. ↑  尼岡邦夫・松浦啓一・稲田伊史・武田正倫・畑中 寛・岡田啓介 編『ニュージーランド海域の水族 深海丸により採集された魚類・頭足類・甲殻類』海洋水産資源開発センター、1990年2月28日。
3. ↑  『日本産魚類検索 全種の同定 第三版』東海大学出版会、2013年、1088-1136, 2045-2056頁頁。